# Cantua
Cantua es un género de plantas con flores en la familia Polemoniaceae. 
Juss.

## Especies
- Cantua aggregata Pursh  (ahora Ipomopsis aggregata (Pursh) V.E.Grant )
- Cantua bicolor Lem. , Bolivia
- Cantua buxifolia Lam. , Perú
- Cantua fasciculata Humb. ex Roem. & Schult.
- Cantua mediamnis J.M.Porter & Prather
- Cantua pyrifolia Juss. ex Lam. - turú del Perú[1]

## Sinónimos
- Huthia Brand
- Periphragmos Ruiz & Pav.
- Tunaria Kuntze